# Lew Cody

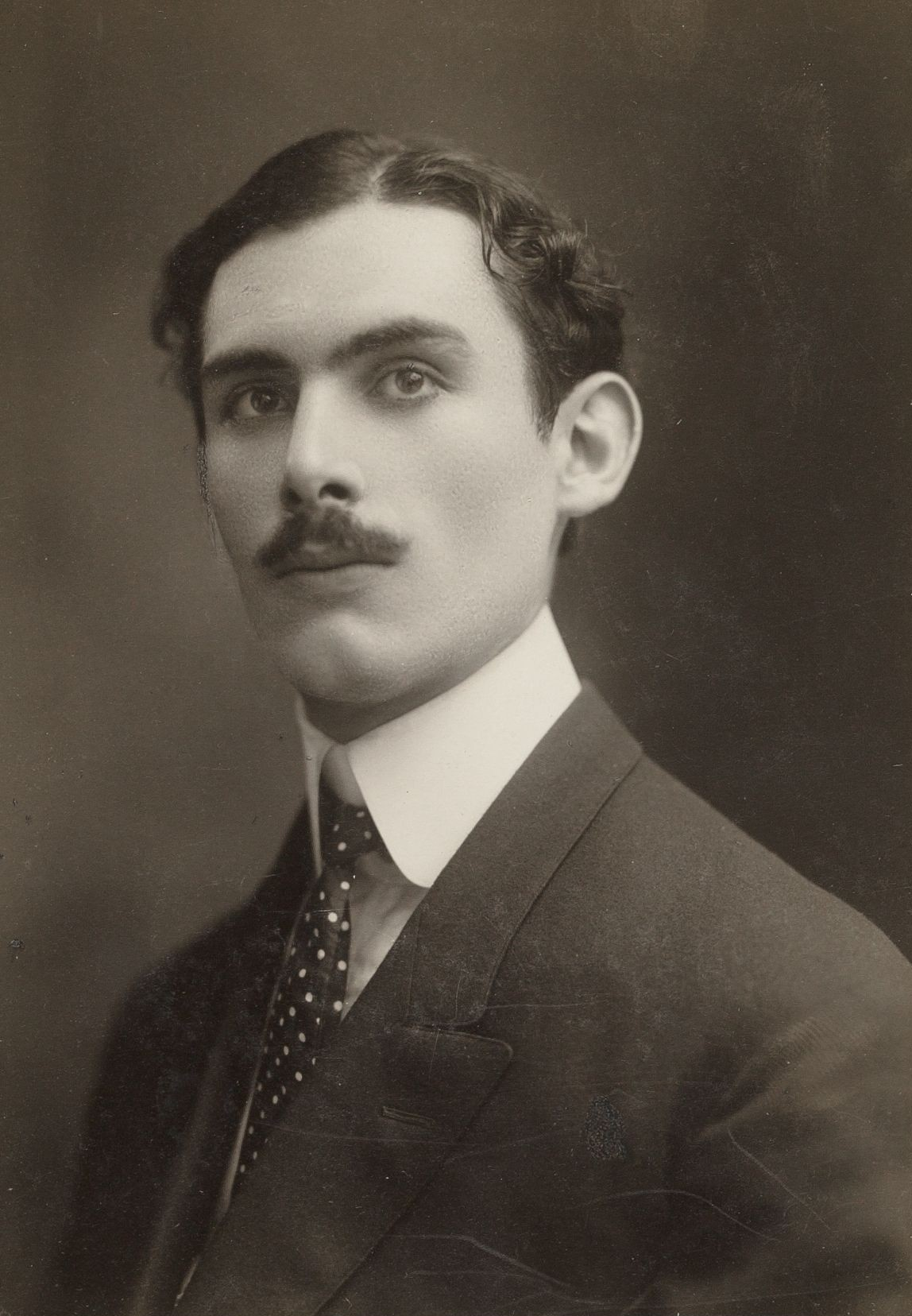
Lew Cody

Lew Cody (* 22. Februar 1884 in Waterville als Louis Joseph Côté; † 31. Mai 1934 in Beverly Hills, Kalifornien) war ein US-amerikanischer Theater- und Filmschauspieler, der in der Stummfilmzeit und der frühen Tonfilmzeit tätig war.

## Leben
Cody wurde als Sohn von Joseph Côté, einem Frankokanadier, und Elizabeth Côté, geborene Gifford, geboren. Die Familie zog nach Berlin, New Hampshire, wo sein Vater eine Drogerie hatte. In seiner Jugend arbeitete er dort als Soda Jerk. Später begann er ein Medizinstudium an der McGill University in Montreal. Dieses brach er ab und schloss sich einer Theater Company in North Carolina an.
Cody spielte zwischen 1914 und 1934 in 99 Filmen. Besonders häufig spielte er dabei etwas zwielichtige männliche Verehrer, was ihm den Spitznamen The Male Vamp einbrachte. Mit dem Anstieg seiner Popularität spielte er aber auch, insbesondere in den 1920er-Jahren, sympathische Hauptrollen. Der Übergang in den Tonfilm gelang ihm und er blieb bis zu seinem Tod in Hauptrollen oder größeren Nebenrollen beschäftigt.
Cody war dreimal verheiratet. Die ersten beiden Ehen (1910–1911 und 1913–1914) mit der Schauspielerin Dorothy Dalton scheiterten. In dritter Ehe war er ab 1926 mit Mabel Normand verheiratet. Diese starb 1930 an Tuberkulose.
Cody selbst starb 1934 an einem Herzinfarkt in seinem Haus in Beverly Hills, Kalifornien. Er ist auf dem St. Peter’s Cemetery, Lewiston, Maine bestattet.

## Filmographie (Auswahl)
- 1914: Harp of Tara
- 1915: The Mating
- 1917: A Branded Soul
- 1918: Mickey
- 1918: For Husbands Only
- 1918: Treasure of the Sea
- 1919: Don’t Change Your Husband
- 1919: The Broken Butterfly
- 1919: Our Better Selves
- 1919: The Life Line
- 1919: The Beloved Cheater
- 1919: As the Sun Went Down
- 1923: An der Grenze des Gesetzes (Within the Law)
- 1923: Rupert of Hentzau
- 1923: Der Markt der Seelen (Souls for Sale)
- 1924: Der Ehe ewiges Einerlei (So This Is Marriage?)
- 1924: Nellie, the Beautiful Cloak Model
- 1924: Drei Frauen (Three Women)
- 1924: Die Frau, die betrogen wurde (The Shooting of Dan McGrew)
- 1924: Der Mann, die Frau, der Freund (Husbands and Lovers)
- 1925: Man and Maid
- 1925: The Sporting Venus
- 1925: A Slave of Fashion
- 1925: Exchange of Wives
- 1925: His Secretary
- 1926: Monte Carlo
- 1926: The Gay Deceiver
- 1927: Am Teetisch (Tea for Three)
- 1927: Nur nicht locker lassen (The Demi-Bride)
- 1929: A Single Man
- 1930: What a Widow!
- 1931: Three Girls Lost
- 1931: Beyond Victory
- 1931: Stout Hearts and Willing Hands
- 1931: A Woman of Experience
- 1931: The Common Law
- 1931: Meet the Wife
- 1931: Entehrt (Dishonored)
- 1931: Vollblut (Sporting Blood)
- 1931: X Marks the Spot
- 1932: The Crusader
- 1932: The Unwritten Law
- 1932: A Parisian Romance
- 1933: By Appointment Only
- 1933: File 113
- 1933: Sitting Pretty
- 1934: Private Scandal
- 1934: Thank Your Stars